# United Soccer League
United Soccer League (USL), dawniej znana jako United Soccer Leagues, jest organizatorem kilku lig piłkarskich z drużynami w Stanach Zjednoczonych i Kanadzie. Obejmuje ligi mężczyzn i kobiet, zarówno profesjonalne, jak i amatorskie. Obecnie organizowane ligi to USL Championship, USL League One, USL League Two i młodzieżowa Super Y League. Jest bezpośrednio powiązany ze States Soccer Federation i United States Adult Soccer Association. USL ma swoją siedzibę w Tampie.

## Historia

### Kalendarium
- 1986 - Powstała jako Southwest Indoor Soccer League
- 1989 - Dodano ligę stadionową znaną jako Southwest Outdoor Soccer League. Wkrótce zmieniono to na Southwest Independent Soccer League, która obejmuje zarówno ligi halowe, jak i stadionowe.
- 1990 - Zmieniono nazwę Sunbelt Independent Soccer League
- 1991 - Zmiana nazwy United States Interregional Soccer League
- 1995 - Zmiana nazwy United States International Soccer League
- 1995 - Zmiana nazwy na United Systems of Independent Soccer Leagues i oficjalne założenie profesjonalnej Pro League i amatorskiej Premier League
- 1995 - Powstaje półprofesjonalna liga kobiet USL W-League.
- 1996 - Powstaje Select League składająca się z najsilniejszych drużyn z Division 3 Pro League i Amateur Premier League
- 1997 - Select League i dawna American Professional Soccer League połączyły się, tworząc A-League pod parasolem USISL.
- 2009 - Nike sprzedaje organizację NuRock Soccer Holdings, LLC. W rezultacie dziewięć klubów opuściło First Division i utworzyło North American Soccer League: Atlanta Silverbacks, Carolina RailHawks FC, Miami FC, Minnesota Thunder, Montreal Impact, Rochester Rhinos, Tampa Bay Rowdies, Vancouver Whitecaps FC i AC St. Louis[2][3]. United Soccer League była dywizją w tymczasowej lidze USSF Division 2.[4]
- 2010 - USL ogłosił powstanie USL Pro, które połączyło USL First Division i USL Second Division.
- 2011 - Inauguracyjny sezon USL Pro.
- 2011 - USL przejmuje działalność Major Indoor Soccer League.
- 2013 - USL Pro i Major League Soccer ogłaszają wieloletnią umowę, rozpoczynającą się w tym sezonie, w celu zintegrowania gry MLS Reserve League z drużynami USL Pro, najpierw poprzez przynależność do drużyn i grę „interleague”, ostatecznie w pełni scalając rezerwy MLS ze strukturą USL Pro .
- 2013 - Powstaje W-20 League, liga młodzieżowa, która jest operacyjnie dostosowana do USL W-League.[5]
- 2015 - USL Pro zmienia nazwę na United Soccer League.
- 2015 - USL W-League i W-20 League zaprzestają działalności.[6]
- 2017 - USL otrzymuje status Provisional Division II od U.S. Soccer.
- 2017 - USL tworzy ligę USL Division III i pliki do statusu Division III w U.S. Soccer.
- 2018 - USL ogłasza zmianę marki swojej najwyższej ligi na USL Championship, USL Division III na USL League One i Premier Development League na USL League Two, począwszy od sezonu 2019

### Mistrzowie

#### Ligi halowe i minifutbolu
USL rozpoczęła działalność w 1986 roku jako Southwest Indoor Soccer League, półprofesjonalna liga halowa. Liga szybko się rozszerzyła i dodała sezon na świeżym powietrzu w 1989 roku. W 1991 roku liga zmieniła nazwę na Międzyregionalną Ligę Piłkarską Stanów Zjednoczonych. Do tego czasu liga minifutbolu przyćmiła ligę halową, która powoli traciła na znaczeniu. W sezonie 1997–98 tylko pięć drużyn pozostało w pomieszczeniach, podczas gdy sezon na świeżym powietrzu obejmował ponad sto drużyn podzielonych na trójdzielną strukturę. To doprowadziło ligę do zaprzestania prowadzenia ligi halowej.
W 2010 roku USL zaczął rozważać wznowienie sezonu halowego. Jednak zamiast tego zdecydował się przejąć działalność Major Indoor Soccer League; rozpoczęcie działalności w hali w 2011 roku. Zwycięzców wyłoniono na podstawie pojedynczych meczów w 1987, 1988, 1992, 1993, 1994, 1995, 1996 i 1998 roku. 1989, 1990 i 1991 oraz serie w domu i domu w 2012 i 2013.
| Sezon                                                                                                 | Mistrz                 | Wynik           | Finalista              |
| --- | ---------------------- | --------------- | ---------------------- |
| 1986/87                                                                                               | Addison Arrows         | 7–2             | Lubbock Lazers         |
| 1987/88                                                                                               | Oklahoma City Warriors | 3–0             | Austin Sockadillos     |
| 1988/89                                                                                               | Lubbock Lazers         | 3 - 2           | Austin Sockadillos     |
| 1989/90                                                                                               | Addison Arrows         | 3 - 0           | Phoenix Hearts         |
| 1990/91                                                                                               | Colorado Comets        | 3 - 0           | Oklahoma City Warriors |
| 1991/92                                                                                               | Oklahoma City Warriors | 7–2             | Atlanta Magic          |
| 1992/93                                                                                               | Atlanta Magic          | 11–7            | Arizona Cotton         |
| 1993/94                                                                                               | Atlanta Magic          | 8–3             | Chattanooga Express    |
| 1994/95                                                                                               | Atlanta Magic          | 6–3             | Oklahoma City Slickers |
| 1995/96                                                                                               | Baltimore Bays         | 10–8            | Atlanta Magic          |
| 1996/97                                                                                               | Baltimore Bays         | 5–4; 13–10      | Tulsa Roughnecks       |
| 1997/98                                                                                               | Baltimore Bays         | 11–4            | Tulsa Roughnecks       |
| USISL zaprzestał prowadzenia własnej ligi halowej w 1998 roku. W latach 2011–2014 USL zarządzał MISL. |                        |                 |                        |
| 2011/12                                                                                               | Milwaukee Wave         | 14–2; 12–10     | Baltimore Blast        |
| 2012/13                                                                                               | Baltimore Blast        | 21–12; 8–6      | Missouri Comets        |
| 2013/14                                                                                               | Missouri Comets        | 15–8; 4–19; 6–4 | Baltimore Blast        |

#### Rozgrywki ligowe na stadionie w latach 1989-2010
W 1989 roku Southwest Indoor Soccer League dodała letni sezon na świeżym powietrzu znany jako Southwest Outdoor Soccer League. W 1990 roku liga zrezygnowała ze swojej nazwy zarówno „indoor”, jak i „outdoor”, ponieważ prowadziła zarówno półprofesjonalny sezon w hali, jak i na zewnątrz. Do 1995 roku sezon outdoorowy urósł do takiego rozmiaru, że USISL, jak było wtedy znane, podzielił ligę na dwa poziomy, trafnie nazwaną, w pełni profesjonalną ligę profesjonalną i półprofesjonalną Premier League. W 1996 roku USISL dodał trzecią, wyższą, Select League. Zostało to utworzone z najsilniejszych drużyn zarówno z profesjonalnej, jak i Premier League. Select League, wraz z rywalizującą A-League, otrzymały oficjalny status Division II od FIFA. Jednak Liga A podupadała, podczas gdy USISL się rozwijał. Dlatego w 1997 roku A-League zaprzestało działalności i połączyło się z USISL Select League, która została przemianowana na USISL A-League. Od tego momentu trójpoziomowa struktura USL pozostawała stabilna do 2010 roku. Niektóre zespoły opuściły North American Soccer League, a pierwsza i druga dywizja zostały połączone, tworząc USL Professional Division.
| Sezon            | Mistrz              | Wynik            | Finalista         |
| Liga półzawodowa | Liga półzawodowa    | Liga półzawodowa | Liga półzawodowa  |
| ---------------- | ------------------- | ---------------- | ----------------- |
| 1989             | Colorado Comets     | 3–1              | Addison Arrows    |
| 1990             | Colorado Comets     |                  |                   |
| 1991             | Richardson Rockets  | 3–0              | New Mexico Chiles |
| 1992             | Palo Alto Firebirds | 1–0              | Tucson Amigos     |
| 1993             | Greensboro Dynamo   | 2–1              | Orlando Lions     |
| 1994             | Greensboro Dynamo   | 2–1              | Minnesota Thunder |

| Sezon               | Mistrz                  | Wynik         | Finalista               | Sezon                    | Mistrz                    | Wynik          | Finalista              | Sezon               | Mistrz                         | Wynik            | Finalista               |
| II Dywizja          | II Dywizja              | II Dywizja    | II Dywizja              | III Dywizja              | III Dywizja               | III Dywizja    | III Dywizja            | Liga Półzawodowa    | Liga Półzawodowa               | Liga Półzawodowa | Liga Półzawodowa        |
| ------------------- | ----------------------- | ------------- | ----------------------- | ------------------------ | ------------------------- | -------------- | ---------------------- | ------------------- | ------------------------------ | ---------------- | ----------------------- |
|                     |                         |               |                         | Professional League 1995 | Long Island Rough Riders  | 2–1            | Minnesota Thunder      | Premier League 1995 | Richmond Kickers               | 3–1              | Cocoa Expos             |
| Select League 1996  | California Jaguars      | 2–1           | Richmond Kickers        | Professional League 1996 | Charleston Battery        | 3–2            | Charlotte Eagles       | Premier League 1996 | Central Coast Roadrunners      | 2–1              | San Francisco Bay Seals |
| A-League 1997       | Milwaukee Rampage       | 1–1 (3–0)     | Carolina Dynamo         | D-3 Pro League 1997      | Albuquerque Geckos        | 4–1            | Charlotte Eagles       | PDSL 1997           | Central Coast Roadrunners      | 2–1              | Cocoa Expos             |
| A-League 1998       | Rochester Raging Rhinos | 3–1           | Minnesota Thunder       | D-3 Pro League 1998      | Chicago Stingers          | 3–2 (dog)      | New Hampshire Phantoms | PDSL 1998           | San Gabriel Valley Highlanders | 3–2              | Jackson Chargers        |
| A-League 1999       | Minnesota Thunder       | 2–1           | Rochester Raging Rhinos | D-3 Pro League 1999      | Western Mass Pioneers     | 2–1            | South Jersey Barons    | PDL 1999            | Chicago Sockers                | 3–1              | Spokane Shadow          |
| A-League 2000       | Rochester Raging Rhinos | 3–1           | Minnesota Thunder       | D-3 Pro League 2000      | Charlotte Eagles          | 5–0            | New Jersey Stallions   | PDL 2000            | Chicago Sockers                | 1–0              | Mid-Michigan Bucks      |
| A-League 2001       | Rochester Raging Rhinos | 2–0           | Hershey Wildcats        | D-3 Pro League 2001      | Utah Blitzz               | 1–0            | Greenville Lions       | PDL 2001            | Westchester Flames             | 3–1              | Calgary Storm           |
| A-League 2002       | Milwaukee Rampage       | 2–1 (dog)     | Richmond Kickers        | D-3 Pro League 2002      | Long Island Rough Riders  | 2–1            | Wilmington Hammerheads | PDL 2002            | Cape Cod Crusaders             | 2–1              | Boulder Rapids Reserves |
| A-League 2003       | Charleston Battery      | 3–0           | Minnesota Thunder       | Pro Soccer League 2003   | Wilmington Hammerheads    | 2–1 (dog)      | Westchester Flames     | PDL 2003            | Cape Cod Crusaders             | 2–0              | Chicago Fire Reserves   |
| A-League 2004       | Montreal Impact         | 2–0           | Seattle Sounders        | Pro Soccer League 2004   | Utah Blitzz               | 2–2 (kar. 5–4) | Charlotte Eagles       | PDL 2004            | Central Florida Kraze          | 1–0              | Boulder Rapids Reserves |
| First Division 2005 | Seattle Sounders FC     | 1–1 (kar 4–3) | Richmond Kickers        | Second Division 2005     | Charlotte Eagles          | 2–2 (kar 5–4)  | Western Mass Pioneers  | PDL 2005            | Des Moines Menace              | 0–0 (kar 6–5)    | El Paso Patriots        |
| First Division 2006 | Vancouver Whitecaps     | 3–0           | Rochester Raging Rhinos | Second Division 2006     | Richmond Kickers          | 2–1            | Charlotte Eagles       | PDL 2006            | Michigan Bucks                 | 2–1              | Laredo Heat             |
| First Division 2007 | Seattle Sounders FC     | 4–0           | Atlanta Silverbacks     | Second Division 2007     | Harrisburg City Islanders | 1–1 (kar 8–7)  | Richmond Kickers       | PDL 2007            | Laredo Heat                    | 0–0 (kar 4–3)    | Michigan Bucks          |
| First Division 2008 | Vancouver Whitecaps     | 2–1           | Puerto Rico Islanders   | Second Division 2008     | Cleveland City Stars      | 2–1            | Charlotte Eagles       | PDL 2008            | Thunder Bay Chill              | 1–1 (kar 4–1)    | Laredo Heat             |
| First Division 2009 | Montreal Impact         | 3–2; 3–1      | Vancouver Whitecaps     | Second Division 2009     | Richmond Kickers          | 3–1            | Charlotte Eagles       | PDL 2009            | Ventura County Fusion          | 2–1              | Chicago Fire Premier    |
| D2 Pro League 2010  | Puerto Rico Islanders   | 2–0; 1–1      | Carolina RailHawks      | Second Division 2010     | Charleston Battery        | 2–1            | Richmond Kickers       | PDL 2010            | Portland Timbers U23s          | 4–1              | Thunder Bay Chill       |

#### Rozgrywki ligowe na stadionie w latach 2010-2018
| USL Pro / United Soccer League | USL Pro / United Soccer League | USL Pro / United Soccer League | USL Pro / United Soccer League | Premier Development League (PDL) | Premier Development League (PDL) | Premier Development League (PDL) | Premier Development League (PDL) |
| Sezon                          | Mistrz                         | Wynik                          | Finalista                      | Sezon                            | Mistrz                           | Wynik                            | Finalista                        |
| III Dywizja                    | III Dywizja                    | III Dywizja                    | III Dywizja                    | Liga Półzawodowa                 | Liga Półzawodowa                 | Liga Półzawodowa                 | Liga Półzawodowa                 |
| ------------------------------ | ------------------------------ | ------------------------------ | ------------------------------ | -------------------------------- | -------------------------------- | -------------------------------- | -------------------------------- |
| USL Pro 2011                   | Orlando City SC                | 2–2 (kar 3–2)                  | Harrisburg City Islanders      | 2011                             | Kitsap Pumas                     | 1–0                              | Laredo Heat                      |
| USL Pro 2012                   | Charleston Battery             | 1–0                            | Wilmington Hammerheads         | 2012                             | Forest City London               | 2–1                              | Carolina Dynamo                  |
| USL Pro 2013                   | Orlando City SC                | 7–4                            | Charlotte Eagles               | 2013                             | Austin Aztex FC                  | 3–1                              | Thunder Bay Chill                |
| USL Pro 2014                   | Sacramento Republic FC         | 2–0                            | Harrisburg City Islanders      | 2014                             | Michigan Bucks                   | 1–0                              | Kitsap Pumas                     |
| USL 2015                       | Rochester Rhinos               | 2–1 (dog)                      | LA Galaxy II                   | 2015                             | K-W United FC                    | 4–3                              | New York Red Bulls U-23          |
| USL 2016                       | New York Red Bulls II          | 5–1                            | Swope Park Rangers             | 2016                             | Michigan Bucks                   | 3–2                              | Calgary Foothills FC             |
| II Dywizja                     | II Dywizja                     | II Dywizja                     | II Dywizja                     | Liga Półzawodowa                 | Liga Półzawodowa                 | Liga Półzawodowa                 | Liga Półzawodowa                 |
| USL 2017                       | Louisville City FC             | 1–0                            | Swope Park Rangers             | 2017                             | Charlotte Eagles                 | 2–1                              | Thunder Bay Chill                |
| USL 2018                       | Louisville City FC             | 1–0                            | Phoenix Rising FC              | 2018                             | Calgary Foothills FC             | 4–2 (dog)                        | Reading United AC                |

#### United Soccer League od 2019
| USL Championship (II Dywizja) | USL Championship (II Dywizja) | USL Championship (II Dywizja) | USL Championship (II Dywizja) | USL League One (III Dywizja) | USL League One (III Dywizja) | USL League One (III Dywizja) | USL League One (III Dywizja) | USL League Two (Liga Półzawodowa) | USL League Two (Liga Półzawodowa) | USL League Two (Liga Półzawodowa) | USL League Two (Liga Półzawodowa) |
| Sezon                         | Mistrz                        | Wynik                         | Finalista                     | Sezon                        | Mistrz                       | Wynik                        | Finalista                    | Sezon                             | Mistrz                            | Wynik                             | Finalista                         |
| ----------------------------- | ----------------------------- | ----------------------------- | ----------------------------- | ---------------------------- | ---------------------------- | ---------------------------- | ---------------------------- | --------------------------------- | --------------------------------- | --------------------------------- | --------------------------------- |
| 2019                          | Real Monarchs                 | 3–1                           | Louisville City FC            | 2019                         | North Texas SC               | 1–0                          | Greenville Triumph SC        | 2019                              | Flint City Bucks                  | 1–0 (dog)                         | Reading United AC                 |